# Koui-Djamnati
Koui Djamnati est un village du Cameroun situé dans la région de l'Adamaoua et le département de Mayo-Banyo. Il fait partie de la commune de Banyo et du lamidat de Banyo.

## Population

### Démographie
Lors du recensement de 2005, on y a dénombré 1 691 personnes.
D'après le plan communal de développement de la commune de Banyo daté de aout 2015, Koui Djamnati compte 1 500 habitants dont 500 hommes et 1 000 femmes.
La population des enfants se répartit de la façon suivante : 161 nourrissons (0 à 35 mois), 254 enfants (0 à 59 mois), 98 enfants (4 à 5 ans), 351 enfants (6 à 14 ans), 278 adolescents (12 à 19 ans), 521 jeunes (15 à 34 ans).

## Éducation
L'école publique du village compte 84 élèves dont 26 filles et 58 garçons. Trois enseignants contractuels et deux maîtres parents disposent de cinq salles de classe.

## Élevage et industries animales
- Un centre zootechnique de contrôle et de santé vétérinaire.
- Un puits pastoral.
- Un couloir de transhumance.
- Un parc à bétail sont présents au village[4].

Les élevages cultivés sont les bovins, les chevaux et les asiniens.